# 장현숙
장현은 대한민국의 텔레비전 드라마 작가이다. 

## 드라마
- 2025년 tvN 드라마 《태풍상사》 ... 집필
- 2021년 JTBC 신인작가 극본공모 《구병법사》우수상 수상